# Campionat del Món de motociclisme de 1961
La temporada de 1961 del Campionat del món de motociclisme fou la 13a edició d'aquest campionat, organitzat per la FIM. Aquell any se celebraren els primers Grans Premis a l'altra banda del Teló d'acer (concretament, a la República Democràtica Alemanya) i fora d'Europa (a l'Argentina).
A més de l'absència dels equips oficials de molts fabricants de motocicletes històrics, MV Agusta va anunciar aquell any la retirada del campionat, tot i que després va trobar una sortida (les seves motocicletes es van inscriure amb el nom de MV Privat) i va donar suport al rhodesià Gary Hocking en les cilindrades màximes. Al mateix temps, la implicació d'Honda va augmentar cada cop més i, en les cilindrades inferiors, hi va haver una gran rivalitat fins i tot entre diferents filosofies de motor: Honda hi va presentar motocicletes amb motors de quatre temps, els típics del campionat, les quals van haver de competir amb les cada cop més eficients de dos temps, en què estaven especialitzats els fabricants txecs (Jawa) i alemanys de l'est (MZ).
Pel que fa als pilots, després de la retirada dels pluricampions Carlo Ubbiali i John Surtees la temporada anterior, hi havia interès per conèixer els seus hereus: al final de la temporada, els campions van ser el pilot de MV Agusta Gary Hocking (350cc i 500cc) i els d'Honda Mike Hailwood (que guanyà als 250cc el primer del total de 9 títols de la seva carrera) i Tom Phillis (125cc).

## Campions del món
Pilots
| 125cc       | 250cc         | 350cc        | 500cc        |
| ----------- | ------------- | ------------ | ------------ |
| Tom Phillis | Mike Hailwood | Gary Hocking | Gary Hocking |

Constructors
| 125cc | 250cc | 350cc     | 500cc     |
| ----- | ----- | --------- | --------- |
| Honda | Honda | MV Agusta | MV Agusta |

Sidecars
| Pilot / Passatger        | Constructor |
| ------------------------ | ----------- |
| Max Deubel / Emil Horner | BMW         |

## Grans Premis

### Sistema de puntuació
Barem de puntuació de 1950 a 1968:
| Posició | 1 | 2 | 3 | 4 | 5 | 6 |
| Punts   | 8 | 6 | 4 | 3 | 2 | 1 |

Resultats comptabilitzats:
- Sidecars: els quatre millors
- 125cc, 250cc, 350cc i 500cc: els sis millors

### Calendari
| Cursa | Data           | Gran Premi                | Circuit           |
| ----- | -------------- | ------------------------- | ----------------- |
| 1     | 23 d'abril     | Gran Premi d'Espanya      | Montjuïc          |
| 2     | 14 de maig     | Gran Premi d'Alemanya     | Hockenheimring    |
| 3     | 21 de maig     | Gran Premi de França      | Clermont-Ferrand  |
| 4     | 12 de juny     | IOM TT                    | Snaefell Mountain |
| 5     | 24 de juny     | Dutch TT                  | Assen             |
| 6     | 2 de juliol    | Gran Premi de Bèlgica     | Spa-Francorchamps |
| 7     | 30 de juliol   | Gran Premi de la RDA      | Sachsenring       |
| 8     | 12 d'agost     | Gran Premi de l'Ulster    | Dundrod           |
| 9     | 3 de setembre  | Gran Premi de les Nacions | Monza             |
| 10    | 17 de setembre | Gran Premi de Suècia      | Kristianstad      |
| 11    | 15 d'octubre   | Gran Premi de l'Argentina | Buenos Aires      |

### Guanyadors
Fonts:
| Cursa | Gran Premi                | 125cc               | 250cc               | 350cc             | 500cc          | Resultats |
| ----- | ------------------------- | ------------------- | ------------------- | ----------------- | -------------- | --------- |
| 1     | Gran Premi d'Espanya      | Tom Phillis         | Gary Hocking        |                   |                | Resultat  |
| 2     | Gran Premi d'Alemanya     | Ernst Degner        | Kunimitsu Takahashi | Frantisek Stastny | Gary Hocking   | Resultat  |
| 3     | Gran Premi de França      | Tom Phillis         | Tom Phillis         |                   | Gary Hocking   | Resultat  |
| 4     | IOM TT                    | Mike Hailwood       | Mike Hailwood       | Phil Read         | Mike Hailwood  | Resultat  |
| 5     | Dutch TT                  | Tom Phillis         | Mike Hailwood       | Gary Hocking      | Gary Hocking   | Resultat  |
| 6     | Gran Premi de Bèlgica     | Luigi Taveri        | Jim Redman          |                   | Gary Hocking   | Resultat  |
| 7     | Gran Premi de la RDA      | Ernst Degner        | Mike Hailwood       | Gary Hocking      | Gary Hocking   | Resultat  |
| 8     | Gran Premi de l'Ulster    | Kunimitsu Takahashi | Bob McIntyre        | Gary Hocking      | Gary Hocking   | Resultat  |
| 9     | Gran Premi de les Nacions | Ernst Degner        | Jim Redman          | Gary Hocking      | Mike Hailwood  | Resultat  |
| 10    | Gran Premi de Suècia      | Luigi Taveri        | Mike Hailwood       | Frantisek Stastny | Gary Hocking   | Resultat  |
| 11    | Gran Premi de l'Argentina | Tom Phillis         | Tom Phillis         |                   | Jorge Kissling | Resultat  |

### Accidents mortals
- Al TT de l'Illa de Man s'hi van morir tres pilots arran de sengles accidents: Mike Brookes durant els entrenaments de la cursa de 500cc,[3] Marie Lambert a la cursa de sidecars[4] i Ralph Rensen a la cursa de 500cc.[5]
- Ron Miles es va morir arran d'un accident durant els entrenaments de la cursa de 350cc del Gran Premi de l'Ulster.[6]

## Galeria

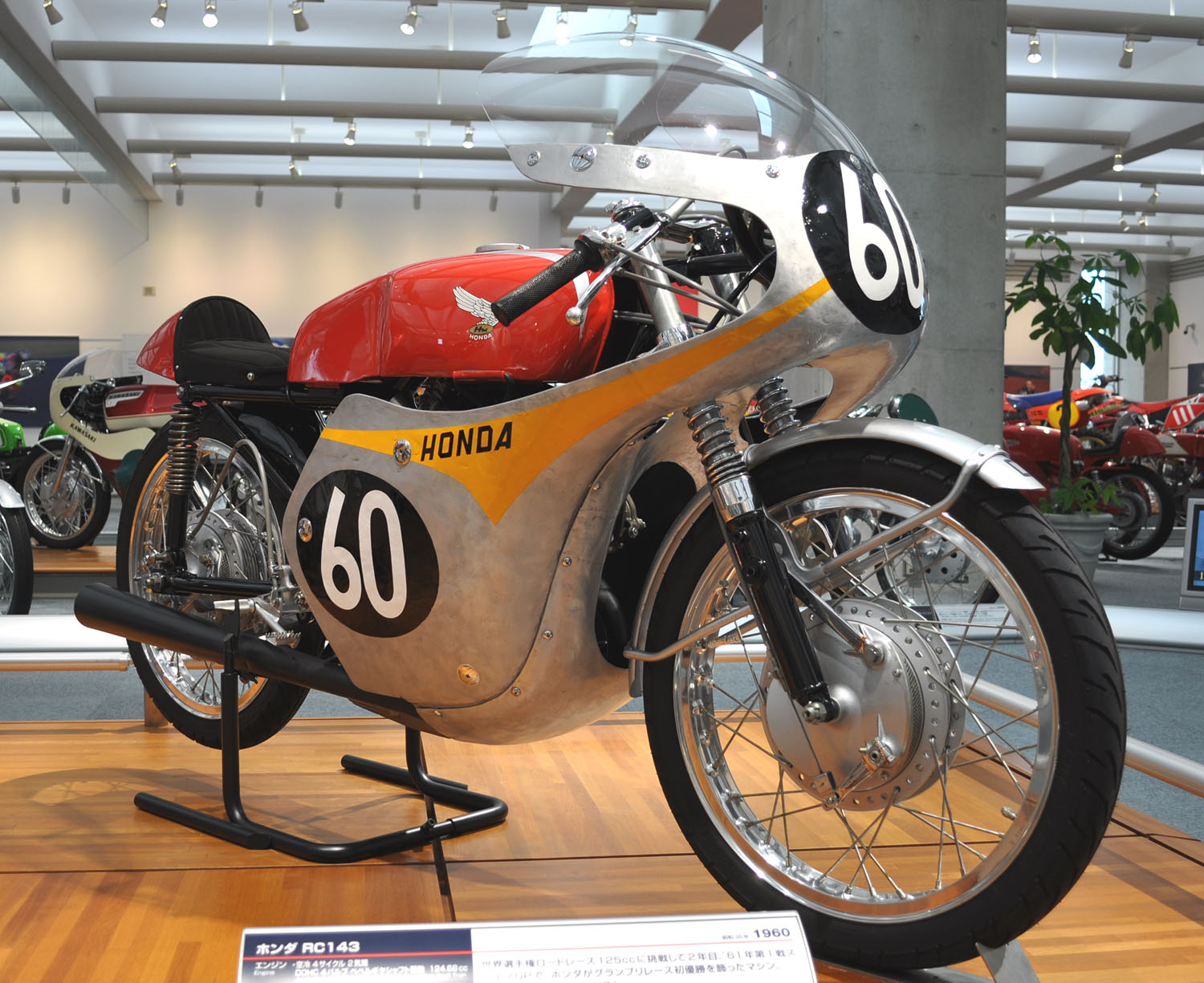
L'Honda RC143 125 de Tom Phillis
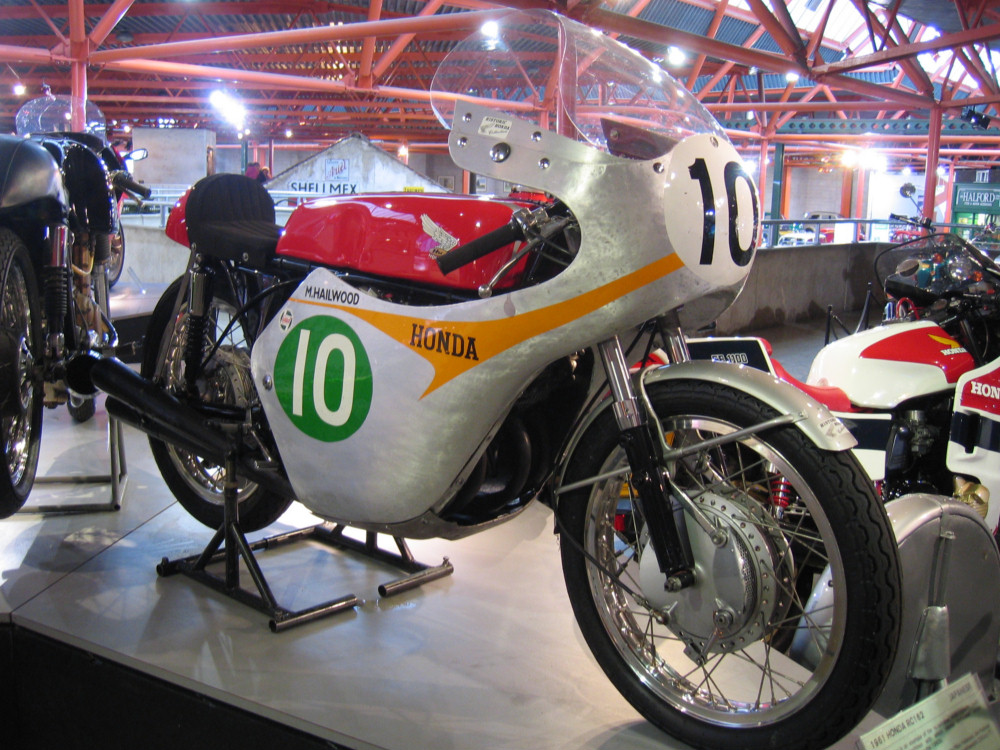
L'Honda RC162 250 de Mike Hailwood
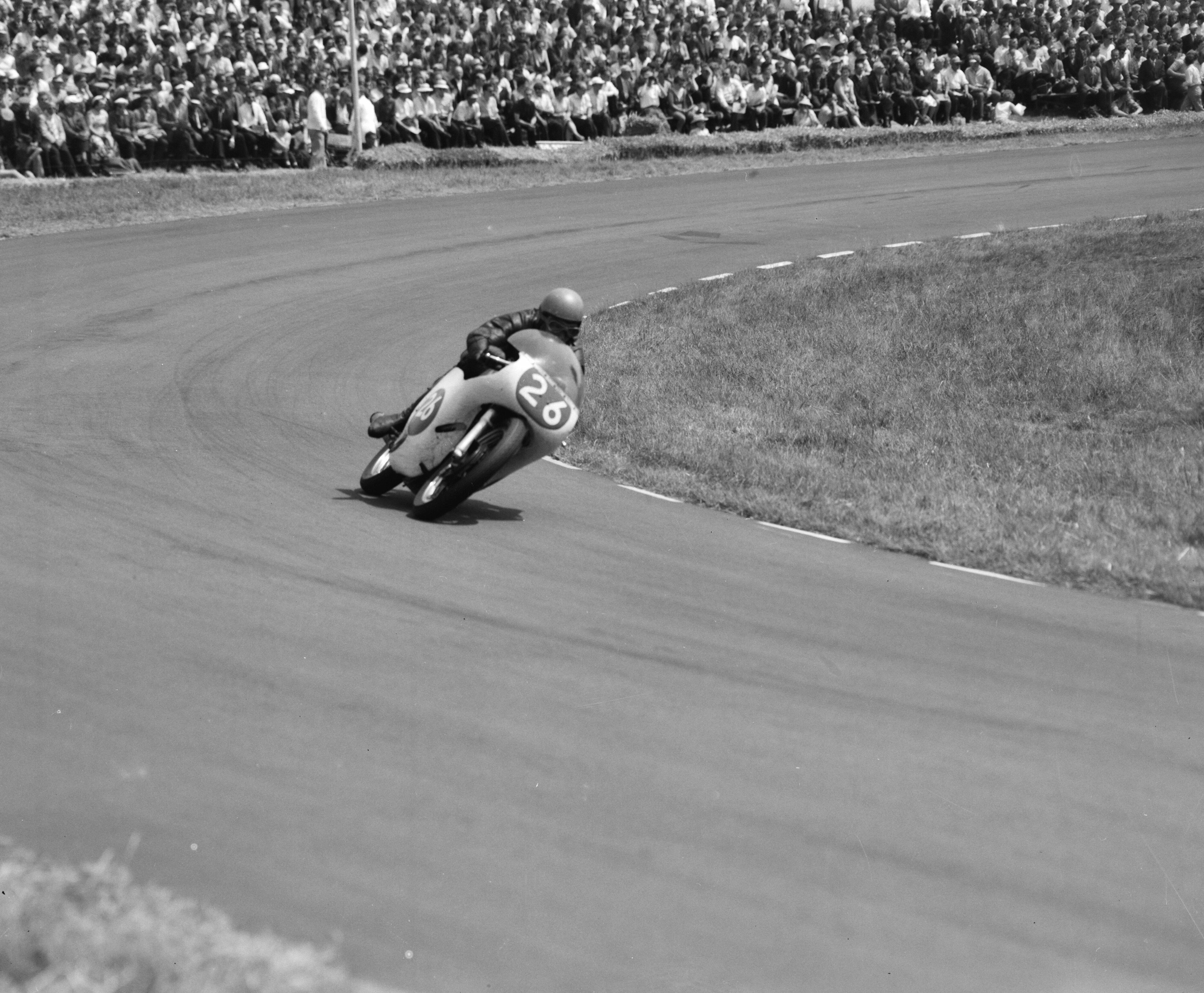
Tom Phillis, campió de 125cc
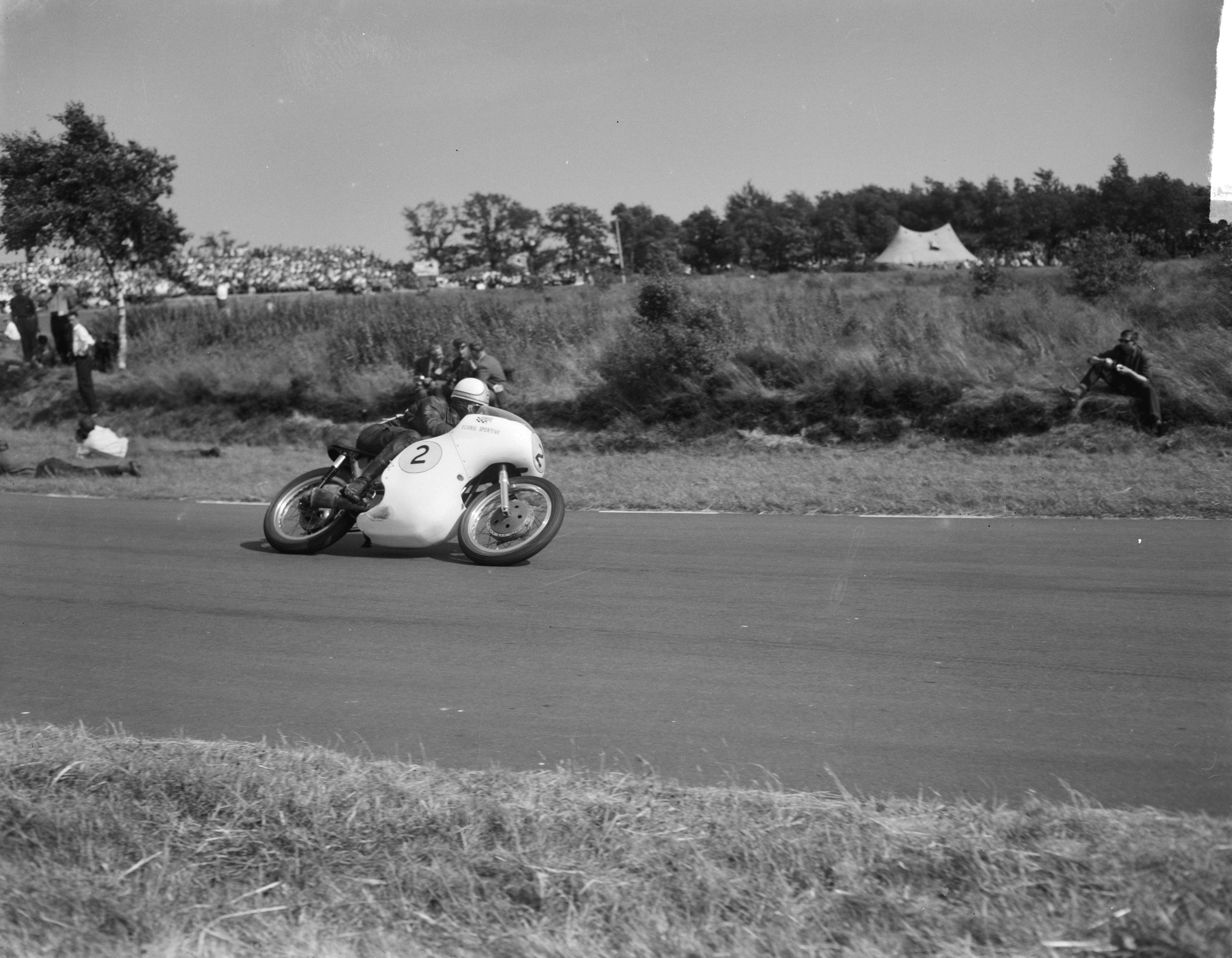
Mike Hailwood, campió de 250cc
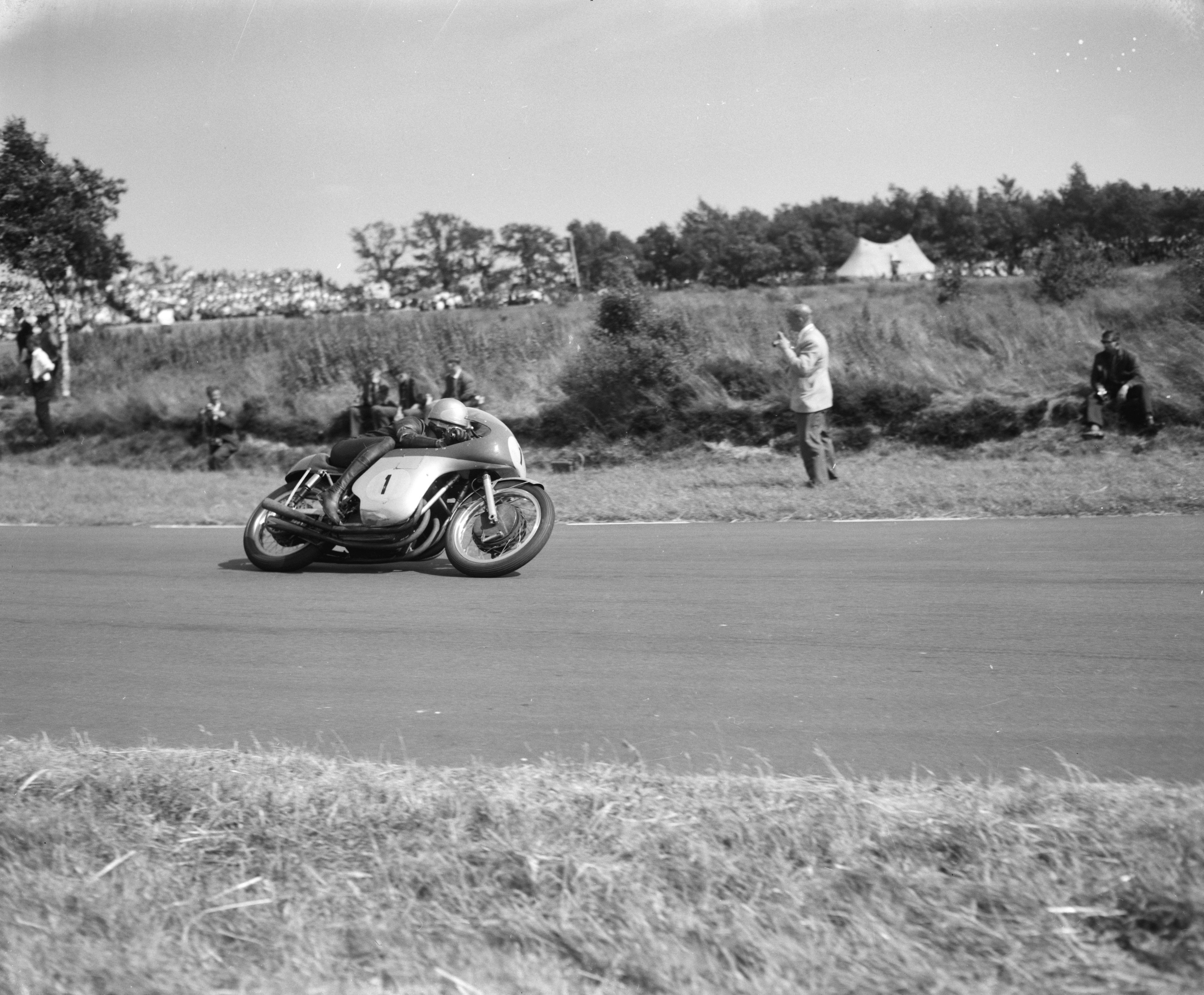
Gary Hocking, campió de 350 i 500cc

## Classificació dels pilots

### 500 cc
| Pos | Pilot                 | Moto               | GER · | FRA · | IOM · | NED · | BEL · | DDR · | ULS · | NAT · | SWE · | ARG · | Pts |
| --- | --------------------- | ------------------ | ----- | ----- | ----- | ----- | ----- | ----- | ----- | ----- | ----- | ----- | --- |
| 1   | Gary Hocking          | MV Agusta          | 1     | 1     | Ret   | 1     | 1     | 1     | 1     | Ret   | 1     |       | 48  |
| 2   | Mike Hailwood         | Norton / MV Agusta | 4     | 2     | 1     | 2     | 2     | 2     | 2     | 1     | 2     |       | 40  |
| 3   | Frank Perris          | Norton             | 2     |       |       | 5     |       | Ret   |       | Ret   | 3     | 3     | 16  |
| 4   | Bob McIntyre          | Norton             |       |       | 2     | 3     | 3     |       |       |       |       |       | 14  |
| 5   | Alistair King         | Norton             |       |       | 4     |       |       |       | 3     | 2     | Ret   |       | 13  |
| 6   | Bertie Schneider      | Norton             |       |       | 18    | Ret   |       | 3     |       | 5     | 4     |       | 9   |
| 7   | Jorge Kissling        | Matchless          |       |       |       |       |       |       |       |       |       | 1     | 8   |
| 8   | Ron Langston          | Matchless          |       |       | 5     |       | 5     |       | 4     |       | Ret   |       | 7   |
| 9   | Juan Carlos Salatino  | Norton             |       |       |       |       |       |       |       |       |       | 2     | 6   |
| 10  | Paddy Driver          | Norton             | Ret   |       | Ret   |       | 6     | Ret   |       | 3     |       |       | 5   |
| 11  | Mike Duff             | Matchless          |       |       | 14    |       | 4     |       | 10    |       | 5     |       | 5   |
| 12  | Hans-Günter Jäger     | BMW / Norton       | 3     |       |       |       |       |       |       | 8     |       |       | 4   |
| 13  | Tom Phillis           | Norton             |       |       | 3     |       |       |       | Ret   |       |       |       | 4   |
| 14  | Antoine Paba          | Norton             |       | 3     |       |       |       |       |       |       |       |       | 4   |
| 15  | John Farnsworth       | Matchless / Norton |       |       | 38    |       |       | 4     | 9     |       | Ret   |       | 3   |
| 16  | Phil Read             | Norton             |       |       | Ret   | 4     | Ret   |       |       |       |       |       | 3   |
| 17  | Gyula Marsovszky      | Norton             |       | 4     | Ret   |       |       |       |       |       |       |       | 3   |
| 18  | Alberto Pagani        | Norton             |       |       |       |       |       |       |       | 4     |       |       | 3   |
| =   | Juan Perkins          | Norton             |       |       |       |       |       |       |       |       |       | 4     | 3   |
| 20  | Jack Findlay          | Norton             |       |       | NVC   | NVC   | 8     | 5     | 8     | 6     | Ret   |       | 3   |
| 21  | Ernst Hiller          | BMW / Matchless    | 5     |       |       | 19    | Ret   |       |       | 11    | Ret   |       | 2   |
| 22  | Derek Chatterton      | Norton             |       |       | 20    |       |       |       | 5     |       |       |       | 2   |
| 23  | Fritz Masserli        | Matchless          |       | 5     | 44    |       |       |       |       |       |       |       | 2   |
| 24  | Eduardo Salatino      | Norton             |       |       |       |       |       |       |       |       |       | 5     | 2   |
| 25  | Peter Pawson          | Matchless / Norton |       |       | 8     | Ret   | 7     |       |       |       | 6     |       | 1   |
| 26  | Roland Föll           | Matchless          | 8     | 6     | Ret   |       |       |       |       |       | 11    |       | 1   |
| 27  | Lothar John           | BMW                | 6     |       |       | 10    | 14    | 9     |       |       | 10    |       | 1   |
| 28  | Ron Miles             | Norton             |       |       | 12    | 6     |       |       | NEL   |       |       |       | 1   |
| 29  | Tom Thorp             | Norton             |       |       | 13    |       |       |       | 6     |       |       |       | 1   |
| 30  | Anssi Resko           | Norton / Matchless |       |       |       |       |       | 6     | 11    |       |       |       | 1   |
| 31  | Horacio Costa         | Norton             |       |       |       |       |       |       |       |       |       | 6     | 1   |
| =   | Tony Godfrey          | Norton             |       |       | 6     |       |       |       |       |       |       |       | 1   |
| 33  | Karl Hoppe            | Norton             | Ret   |       |       | 7     | 11    |       |       | 7     |       |       | 0   |
| 34  | Tommy Robb            | Matchless          |       |       | Ret   |       |       |       | 7     |       | 8     |       | 0   |
| 35  | Richard Ingram        | Norton             |       |       | 7     |       | 10    |       | Ret   |       |       |       | 0   |
| 36  | Vernon Cottle         | Norton             | 7     |       | 21    |       |       | 11    |       |       | 12    |       | 0   |
| 37  | Rudolf Thalhammer     | Norton             |       |       |       | 11    |       |       |       |       | 7     |       | 0   |
| 38  | Tommy Robinson        | Norton             |       |       |       |       |       | 7     |       |       | Ret   |       | 0   |
| 39  | Raphaël Orinel        | Norton             |       | 7     |       |       |       |       |       |       |       |       | 0   |
| 40  | Trevor Pound          | Norton             |       |       |       | 8     | 9     |       |       |       |       |       | 0   |
| 41  | Jacques Insermini     | Norton             | 12    | 11    |       | Ret   |       | 8     |       | Ret   |       |       | 0   |
| 42  | Louis Bernagozzi      | Norton             |       | 8     |       |       |       |       |       |       |       |       | 0   |
| 43  | Rudolf Gläser         | Norton             | Ret   |       | Ret   | 15    |       |       |       | 9     | Ret   |       | 0   |
| 44  | Edy Lenz              | Norton             |       |       | 45    |       |       |       |       |       | 9     |       | 0   |
| 45  | Ellis Boyce           | Norton             |       |       | 9     |       |       |       | Ret   |       |       |       | 0   |
| 46  | Georges Goetz         | BSA                |       | 9     |       |       |       |       |       |       |       |       | 0   |
| =   | Klaus Hamelmann       | Norton             | 9     |       |       |       |       |       |       |       |       |       | 0   |
| 48  | Heinz Kauert          | Matchless          | 10    |       |       | Ret   |       |       |       |       |       |       | 0   |
| =   | Toni Schmitz          | Norton             |       |       | Ret   |       |       | 10    |       |       |       |       | 0   |
| 50  | Georges Comy          | Norton             |       | 10    |       |       |       |       |       |       |       |       | 0   |
| =   | Fred Stevens          | Norton             |       |       | 10    |       |       |       |       |       |       |       | 0   |
| =   | Roberto Vigorito      | Norton             |       |       |       |       |       |       |       | 10    |       |       | 0   |
| 53  | Peter Horton          | Norton             | 11    |       |       |       |       |       |       |       |       |       | 0   |
| =   | Jack Bullock          | Norton             |       |       | 11    |       |       |       |       |       |       |       | 0   |
| 55  | Alf Shaw              | Norton             |       |       | 41    |       |       |       | 12    |       |       |       | 0   |
| 56  | Geoffrey Tanner       | Norton             | Ret   |       | Ret   | 12    |       |       |       |       |       |       | 0   |
| 57  | Dan Shorey            | Norton             |       |       | Ret   |       | 12    |       |       |       |       |       | 0   |
| 58  | Joachim Claus         | Norton             |       |       |       |       |       | 12    |       |       |       |       | 0   |
| =   | Bruno Hofmann         | Norton             |       | 12    |       |       |       |       |       |       |       |       | 0   |
| =   | Benedetto Zambotti    | Gilera             |       |       |       |       |       |       |       | 12    |       |       | 0   |
| 61  | Anton Elbersen        | BMW                |       |       |       | 13    |       |       |       |       |       |       | 0   |
| =   | Sven-Olov Gunnarsson  | Norton             |       |       |       |       |       |       |       |       | 13    |       | 0   |
| =   | Tommy Holmes          | Matchless          |       |       |       |       |       |       | 13    |       |       |       | 0   |
| =   | Emanuele Maugliani    | Gilera             |       |       |       |       |       |       |       | 13    |       |       | 0   |
| =   | Johannes Müller       | Norton             |       |       |       |       |       | 13    |       |       |       |       | 0   |
| =   | Jules Nies            | Norton             |       |       |       |       | 13    |       |       |       |       |       | 0   |
| 67  | Joop Vegelzang        | Norton             |       |       |       | 14    |       |       |       |       | 15    |       | 0   |
| 68  | Bror-Erland Carlsson  | Matchless / AJS    |       | Ret   |       |       |       |       |       |       | 14    |       | 0   |
| 69  | Alfonz Breznik        | Gilera             |       |       |       |       |       |       |       | 14    |       |       | 0   |
| =   | Jimmy Jones           | Norton             |       |       |       |       |       |       | 14    |       |       |       | 0   |
| 71  | John Brown            | Norton             |       |       |       |       |       |       | 15    |       |       |       | 0   |
| =   | Anthony Horton        | Norton             |       |       |       |       | 15    |       |       |       |       |       | 0   |
| =   | Brian Setchell        | Norton             |       |       | 15    |       |       |       |       |       |       |       | 0   |
| 74  | Campbell Donaghy      | BSA                |       |       |       |       |       |       | 16    |       |       |       | 0   |
| =   | Derek Powell          | Matchless          |       |       | 16    |       |       |       |       |       |       |       | 0   |
| 76  | Martin Brosnan        | Norton             |       |       |       |       |       |       | 17    |       |       |       | 0   |
| =   | Bill Smith            | Matchless          |       |       | 17    |       |       |       |       |       |       |       | 0   |
| 78  | Dennis Craig          | Matchless          |       |       | 37    |       |       |       | 18    |       |       |       | 0   |
| 79  | George Catlin         | Matchless          |       |       | 19    |       |       |       |       |       |       |       | 0   |
| 80  | Billy McCosh          | Matchless          |       |       | 22    |       |       |       |       |       |       |       | 0   |
| 81  | Monty Buxton          | Norton             |       |       | 23    |       |       |       |       |       |       |       | 0   |
| 82  | Don Chapman           | Norton             |       |       | 24    |       |       |       | Ret   |       |       |       | 0   |
| 83  | Mike O'Rourke         | Norton             |       |       | 25    |       |       |       |       |       |       |       | 0   |
| 84  | George Purvis         | Matchless          |       |       | 26    |       |       |       |       |       |       |       | 0   |
| 85  | Arthur Wheeler        | Matchless          |       |       | 27    |       |       |       |       |       |       |       | 0   |
| 86  | Harold Riley          | BSA                |       |       | 28    |       |       |       |       |       |       |       | 0   |
| 87  | Den Jarman            | AJS                |       |       | 29    |       |       |       |       |       |       |       | 0   |
| 88  | Derek Minter          | Norton             |       |       | 30    |       |       |       |       |       |       |       | 0   |
| 89  | Louis Carr            | AJS                |       |       | 31    |       |       |       |       |       |       |       | 0   |
| 90  | Alan Dugdale          | Matchless          |       |       | 32    |       |       |       |       |       |       |       | 0   |
| 91  | Ronald Cousins        | Norton             |       |       | 33    |       |       |       |       |       |       |       | 0   |
| 92  | Geoff Eccles          | BSA                |       |       | 34    |       |       |       |       |       |       |       | 0   |
| 93  | Dave Wildman          | AJS                |       |       | 35    |       |       |       |       |       |       |       | 0   |
| 94  | Billy Andersson       | AJS                |       |       | 36    |       |       |       |       |       |       |       | 0   |
| 95  | Albert Moule          | Norton             |       |       | 39    |       |       |       |       |       |       |       | 0   |
| 96  | Bill Robertson        | AJS                |       |       | 40    |       |       |       |       |       |       |       | 0   |
| 97  | John Simmonds         | Matchless          |       |       | 42    |       |       |       |       |       |       |       | 0   |
| 98  | Maurice Gittins       | Norton             |       |       | 43    |       |       |       |       |       |       |       | 0   |
| -   | Hugh Anderson         | Norton             |       |       | Ret   |       |       |       | Ret   | Ret   |       |       | 0   |
| -   | John Hartle           | Norton             |       |       |       |       | Ret   |       | Ret   | Ret   |       |       | 0   |
| -   | William Van Leeuwen   | Norton             |       |       |       | Ret   |       | Ret   |       |       | Ret   |       | 0   |
| -   | Hans Pesl             | Norton             | Ret   | Ret   |       |       |       |       |       |       |       |       | 0   |
| -   | Chris Anderson        | Norton             |       |       | Ret   |       |       |       |       |       |       |       | 0   |
| -   | R. Bennet             | Norton             |       |       | Ret   |       |       |       |       |       |       |       | 0   |
| -   | Richard Brinnand      | Norton             |       |       | Ret   |       |       |       |       |       |       |       | 0   |
| -   | Ralph Bryans          | Norton             |       |       |       |       |       |       | Ret   |       |       |       | 0   |
| -   | Roly Capner           | BSA                |       |       | Ret   |       |       |       |       |       |       |       | 0   |
| -   | Fred Chase            | Norton             |       |       | Ret   |       |       |       |       |       |       |       | 0   |
| -   | Artemio Cirelli       | Gilera             |       |       |       |       |       |       |       | Ret   |       |       | 0   |
| -   | Gianfranco Demeniconi | Norton             |       |       |       |       |       |       |       | Ret   |       |       | 0   |
| -   | Graham Downes         | Matchless          |       |       | Ret   |       |       |       |       |       |       |       | 0   |
| -   | Peter Evans           | Matchless          |       |       | Ret   |       |       |       |       |       |       |       | 0   |
| -   | Harry Grant           | BSA                |       |       | Ret   |       |       |       |       |       |       |       | 0   |
| -   | Alois Huber           | BMW                | Ret   |       |       |       |       |       |       |       |       |       | 0   |
| -   | Len Ireland           | Norton             |       |       | Ret   |       |       |       |       |       |       |       | 0   |
| -   | Pierre James          | Norton             |       | Ret   |       |       |       |       |       |       |       |       | 0   |
| -   | Vasco Loro            | Norton             |       |       |       |       |       |       |       | Ret   |       |       | 0   |
| -   | Giuseppe Mantelli     | Gilera             |       |       |       |       |       |       |       | Ret   |       |       | 0   |
| -   | Peter Middleton       | Norton             |       |       | Ret   |       |       |       |       |       |       |       | 0   |
| -   | Gilberto Milani       | Norton             |       |       | Ret   |       |       |       |       |       |       |       | 0   |
| -   | G. Northwood          | Norton             |       |       | Ret   |       |       |       |       |       |       |       | 0   |
| -   | Karl Recktenwald      | Norton             | Ret   |       |       |       |       |       |       |       |       |       | 0   |
| -   | Ralph Rensen          | Norton             | Ret   |       |       |       |       |       |       |       |       |       | 0   |
| -   | Ladislaus Richter     | Norton             |       |       | Ret   |       |       |       |       |       |       |       | 0   |
| -   | Renzo Rossi           | Gilera             |       |       |       |       |       |       |       | Ret   |       |       | 0   |
| -   | Derek Russell         | Norton             |       |       | Ret   |       |       |       |       |       |       |       | 0   |
| -   | Walter Scheimann      | Norton             |       |       | Ret   |       |       |       |       |       |       |       | 0   |
| -   | Douglas Smith         | Matchless          |       |       | Ret   |       |       |       |       |       |       |       | 0   |
| -   | Graham Smith          | Norton             |       |       | Ret   |       |       |       |       |       |       |       | 0   |
| -   | Lewis Young           | Norton             |       |       | Ret   |       |       |       |       |       |       |       | 0   |
| Pos | Pilot                 | Moto               | GER · | FRA · | IOM · | NED · | BEL · | DDR · | ULS · | NAT · | SWE · | ARG · | Pts |

| • Llegenda |                                |
| --- | ------------------------------ |
| \| Color \| Resultat \| \| ------- \| --------------------------------- \| \| Or \| Guanyador \| \| Argent \| 2n lloc \| \| Bronze \| 3r lloc \| \| Verd \| Va acabar sumant punts \| \| Blau \| Va acabar sense sumar punts \| \| Blau \| No classificat (NC) \| \| Porpra \| Es retirà (Ret o DNF[a]) \| \| Vermell \| No qualificat (NQ o DNQ[b]) \| \| Vermell \| No pre-qualificat (NPQ o DNPQ[c]) \| \| Negre \| Desqualificat (DSQ) \| \| Blanc \| No va començar (NVC o DNS[d]) \| \| Blanc \| Abandonà (AB o WD[e]) \| \| Blanc \| Retirat per lesió (LES) \| \| Blanc \| Cursa cancel·lada (C) \| \| Gris \| No va entrenar (NE o DNP[f]) \| \| Gris \| No va arribar (NA o DNA[g]) \| \| Gris \| Exclòs (EX) \| Notes 1. 2. 3. 4. 5. 6. 7. En negreta - Pole En cursiva - Volta ràpida |                                |
| Color | Resultat                       |
| Or | Guanyador                      |
| Argent | 2n lloc                        |
| Bronze | 3r lloc                        |
| Verd | Va acabar sumant punts         |
| Blau | Va acabar sense sumar punts    |
| Blau | No classificat (NC)            |
| Porpra | Es retirà (Ret o DNF)          |
| Vermell | No qualificat (NQ o DNQ)       |
| Vermell | No pre-qualificat (NPQ o DNPQ) |
| Negre | Desqualificat (DSQ)            |
| Blanc | No va començar (NVC o DNS)     |
| Blanc | Abandonà (AB o WD)             |
| Blanc | Retirat per lesió (LES)        |
| Blanc | Cursa cancel·lada (C)          |
| Gris | No va entrenar (NE o DNP)      |
| Gris | No va arribar (NA o DNA)       |
| Gris | Exclòs (EX)                    |

| Color   | Resultat                       |
| ------- | ------------------------------ |
| Or      | Guanyador                      |
| Argent  | 2n lloc                        |
| Bronze  | 3r lloc                        |
| Verd    | Va acabar sumant punts         |
| Blau    | Va acabar sense sumar punts    |
| Blau    | No classificat (NC)            |
| Porpra  | Es retirà (Ret o DNF)          |
| Vermell | No qualificat (NQ o DNQ)       |
| Vermell | No pre-qualificat (NPQ o DNPQ) |
| Negre   | Desqualificat (DSQ)            |
| Blanc   | No va començar (NVC o DNS)     |
| Blanc   | Abandonà (AB o WD)             |
| Blanc   | Retirat per lesió (LES)        |
| Blanc   | Cursa cancel·lada (C)          |
| Gris    | No va entrenar (NE o DNP)      |
| Gris    | No va arribar (NA o DNA)       |
| Gris    | Exclòs (EX)                    |

### 350 cc
| Posició | Pilot             | Moto      | Punts | Victòries |
| ------- | ----------------- | --------- | ----- | --------- |
| 1       | Gary Hocking      | MV Agusta | 32    | 4         |
| 2       | Frantisek Stastny | Jawa      | 26    | 2         |
| 3       | Gustav Havel      | Jawa      | 19    | 0         |
| 4       | Phil Read         | Norton    | 13    | 1         |
| 5       | Bob McIntyre      | Bianchi   | 10    | 0         |
| 6       | Rudi Thalhammer   | Norton    | 7     | 0         |
| =       | Ralph Rensen      | Norton    | 7     | 0         |
| 8       | Alistair King     | Bianchi   | 6     | 0         |
| =       | Mike Hailwood     | MV Agusta | 6     | 0         |
| 10      | Ernesto Brambilla | Bianchi   | 5     | 0         |
| =       | Alan Shepherd     | AJS       | 5     | 0         |
| 12      | Tommy Robb        | AJS       | 4     | 0         |
| 13      | Derek Minter      | Norton    | 3     | 0         |
| 14      | Hans Pesl         | Norton    | 2     | 0         |
| =       | Silvio Grassetti  | Benelli   | 2     | 0         |
| =       | Ron Langston      | AJS       | 2     | 0         |
| 17      | Frank Perris      | Norton    | 2     | 0         |
| =       | Mike Duff         | AJS       | 2     | 0         |
| 19      | Roy Ingram        | Norton    | 1     | 0         |
| =       | Bert Schneider    | Norton    | 1     | 0         |
| =       | Hugh Anderson     | Norton    | 1     | 0         |

### 250 cc
| Posició | Pilot               | Moto      | Punts | Victòries |
| ------- | ------------------- | --------- | ----- | --------- |
| 1       | Mike Hailwood       | Honda     | 44    | 4         |
| 2       | Tom Phillis         | Honda     | 38    | 2         |
| 3       | Jim Redman          | Honda     | 36    | 2         |
| 4       | Kunimitsu Takahashi | Honda     | 29    | 1         |
| 5       | Bob McIntyre        | Honda     | 14    | 1         |
| 6       | Tarquinio Provini   | Morini    | 10    | 0         |
| 7       | Silvio Grassetti    | Benelli   | 10    | 0         |
| 8       | Gary Hocking        | MV Agusta | 8     | 1         |
| 9       | Fumio Ito           | Yamaha    | 7     | 0         |
| 10      | Luigi Taveri        | Honda     | 6     | 0         |
| 11      | Alan Shepherd       | MZ        | 6     | 0         |
| =       | Frantisek Stastny   | Jawa      | 6     | 0         |
| 13      | Ernst Degner        | MZ        | 3     | 0         |
| =       | Sadao Shimazaki     | Honda     | 3     | 0         |
| 15      | Hans Fischer        | MZ        | 3     | 0         |
| 16      | Naomi Taniguchi     | Honda     | 2     | 0         |
| 17      | Dan Shorey          | NSU       | 1     | 0         |
| =       | Yoshikazu Sunako    | Yamaha    | 1     | 0         |
| =       | Werner Musiol       | MZ        | 1     | 0         |

### 125 cc
| Posició | Pilot               | Moto        | Punts | Victòries |
| ------- | ------------------- | ----------- | ----- | --------- |
| 1       | Tom Phillis         | Honda       | 44    | 4         |
| 2       | Ernst Degner        | MZ          | 42    | 3         |
| 3       | Luigi Taveri        | Honda       | 29    | 2         |
| 4       | Jim Redman          | Honda       | 28    | 0         |
| 5       | Kunimitsu Takahashi | Honda       | 24    | 1         |
| 6       | Mike Hailwood       | EMC / Honda | 16    | 1         |
| 7       | Alan Shepherd       | MZ          | 12    | 0         |
| 8       | Walter Brehme       | MZ          | 7     | 0         |
| 9       | Teisuke Tanaka      | Honda       | 6     | 0         |
| 10      | Sadao Shimazaki     | Honda       | 5     | 0         |
| =       | Werner Musiol       | MZ          | 5     | 0         |
| 12      | Hans Fischer        | MZ          | 3     | 0         |
| =       | Phil Read           | EMC         | 3     | 0         |
| =       | László Szabó        | MZ          | 3     | 0         |
| 15      | John Grace          | Bultaco     | 2     | 0         |
| =       | Ulf Svensson        | Ducati      | 2     | 0         |
| =       | Naomi Taniguchi     | Honda       | 2     | 0         |
| 18      | Rex Avery           | EMC         | 2     | 0         |
| 19      | Ricardo Quintanilla | Bultaco     | 1     | 0         |
| =       | Ralph Rensen        | Bultaco     | 1     | 0         |
| =       | Héctor Pochettino   | Bultaco     | 1     | 0         |